# Міністерство зовнішніх економічних зв'язків і торгівлі України
Міністерство зовнішніх економічних зв'язків і торгівлі України (МЗЕЗторг) — міністерство, яке існувало з червня 1991 року по січень 2000 року, після чого, згідно з указом Президента України № 1159/2000 від 23.10.2000 «Про Міністерство економіки України», міністерство стало основою для утворення Міністерства економіки України.
«1. Установити, що Міністерство економіки України є правонаступником Міністерства економіки України, Міністерства зовнішніх економічних зв'язків і торгівлі України, Державного інвестиційно-клірингового комітету, Національного агентства України з питань розвитку та європейської інтеграції, Державної служби експортного контролю та Агентства з питань спеціальних (вільних) економічних зон»

## Міністри
|    | Ім'я                            | Посада                                                    | Термін                       |
| -- | ------------------------------- | --------------------------------------------------------- | ---------------------------- |
| 1. | Кравченко Валерій Олександрович | Міністр зовнішньоекономічних зв'язків України             | червень 1991 — березень 1992 |
| 2. | Тимофєєв Володимир Сергійович   | Міністр торгівлі України                                  | грудень 1991 — лютий 1992    |
| 3. | Воронков Анатолій Миколайович   | Міністр зовнішніх економічних зв'язків і торгівлі України | березень 1992 — жовтень 1992 |
| 4. | Герц Іван Іванович              | Міністр зовнішніх економічних зв'язків і торгівлі України | жовтень 1992 — вересень 1993 |
| 5. | Слєпічев Олег Іванович          | Міністр зовнішніх економічних зв'язків і торгівлі України | жовтень 1993 — серпень 1994  |
| 6. | Осика Сергій Григорович         | Міністр зовнішніх економічних зв'язків України            | серпень 1994 — липень 1995   |
| 7. | Осика Сергій Григорович         | Міністр зовнішніх економічних зв'язків і торгівлі України | липень 1995 — січень 1999    |
| 8. | Гончарук Андрій Іванович        | Міністр зовнішніх економічних зв'язків і торгівлі України | січень 1999 — січень 2000    |